# آدریان لوئیس (ریاضیدان)
آدریان استفن لوئیس (متولد ۱۹۶۲ در انگلستان) یک ریاضیدان بریتانیایی-کانادایی است که در آنالیز تغییرات و بهینه‌سازی غیر هموار تخصص دارد.

## جوایز و افتخارات
- ۱۹۹۵–۱۹۹۶ - جایزه آیزنشتات از مرکز تحقیقات ریاضی دانشگاه مونترال[۲]
- ۲۰۰۳ - جایزه لاگرانژ برای بهینه‌سازی پیوسته از SIAM و انجمن برنامه‌نویسی ریاضی
- ۲۰۰۹ – عضو SIAM[۳]
- ۲۰۱۴ - سخنران مدعو، کنگره بین‌المللی ریاضیدانان در سئول[۴]
- ۲۰۱۸ - جایزه انجمن محاسبات INFORMS (به همراه جیمز وی. بورک، فرانک ای. کرتیس و مایکل ال. اورتون)
- ۲۰۲۰ – جایزه نظریه جان فون نویمان از INFORMS[۵]